# Консильо-ди-Румо
Консильо-ди-Румо (итал. Consiglio di Rumo) — коммуна в Италии, располагается в регионе Ломбардия, в провинции Комо.
Население составляет 1175 человек (2008 г.), плотность населения составляет 73 чел./км². Занимает площадь 16 км². Почтовый индекс — 22010. Телефонный код — 0344.
Покровителем коммуны почитается святой Григорий Двоеслов, празднование 12 марта.

## Демография
Динамика населения:

## Администрация коммуны
- Официальный сайт: